# Jocelyn Vollmar

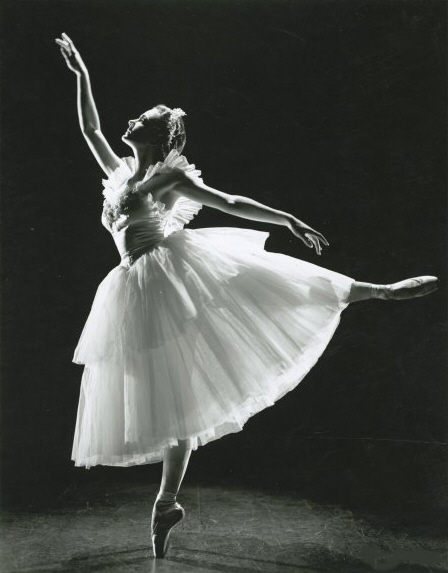
Jocelyn Vollmar als Myrtha in Giselle (1947)

Jocelyn Vollmar (* 25. November 1925 in San Francisco, Kalifornien; † 13. Juli 2018 ebenda) war eine US-amerikanische Ballerina, die durch ihre Auftritte beim San Francisco Ballet bekannt wurde.

## Leben
Jocelyn Vollmar wurde am 25. November 1925 in San Francisco geboren.
Sie begann ihre Laufbahn als Tänzerin am San Francisco Ballet im Alter von zwölf Jahren unter der Leitung dessen Gründers Willam Christensen. Vollmar begann mit kleinen Rollen in Vorführungen, darunter 1939 bei der US-amerikanischen Premiere von Coppélia sowie ein Jahr später bei der ersten in voller Länge aufgeführten Produktion von Schwanensee in Amerika. Nachdem sie ihren Schulabschluss an der Lowell High School in San Francisco absolviert hatte, wurde sie in die Stammbesetzung des San Francisco Ballets aufgenommen. Ihre erste große Rolle hatte sie 1944 als Schneekönigin in Der Nussknacker, ebenfalls in der ersten in voller Länge aufgeführten Produktion Amerikas.
1948 wurde Vollmar von George Balanchine zu dessen neu gegründeten New York City Ballet eingeladen, um dort im Jahr der Eröffnung als Tanzlehrerin tätig zu sein. Anschließend wurde Vollmar Tänzerin am American Ballet Theatre sowie am Grand Ballet du Marquis de Cuevas in Monte Carlo. 1954 folgte sie einer Einladung zum Borovansky Ballet nach Australien, wo sie zwei Jahre lang tätig blieb und unter anderem Hauptrollen in Giselle, Les Sylphides, Der Nussknacker und Petruschka spielte.
1956 kehrte Vollmar zum San Francisco Ballet zurück und blieb dort bis zu ihrem Karriereende als Tänzerin 1972. Anschließend arbeitete sie als Tanzlehrerin, unter anderem von 1985 bis 2005 wieder beim San Francisco Ballet. Im Alter von 80 Jahren zog sich Vollmar ins Privatleben zurück. Sie lebte weiterhin in ihrer Heimatstadt San Francisco, wo sie am 13. Juli 2018 im Alter von 92 Jahren starb.
Als Ehrung an ihre bekannteste Tänzerin trägt der Unterstützerverein des San Francisco Ballet den Namen Jocelyn Vollmar Legacy Circle.